# La noria
La noria va ser un talk show televisiu, produït per La Fábrica de la Tele i emès per Telecinco des de 2007 fins a 2012. El programa va estar presentat per Jordi González amb la col·laboració especial de Sandra Barneda, encara que durant anys la col·laboradora de Jordi va ser Gloria Serra. Va ser un programa amb emissió de periodicitat setmanal, emès els dissabtes des de les 0.30 hores. El seu últim lliurament va ser oferta el 14 d'abril de 2012 i el seu espai va ser cedit a El gran debate.

## Història
La noria es va estrenar el dissabte 25 d'agost de 2007 en horari de màxima audiència (prime time), amb periodicitat setmanal i de la mà de Jordi González i Gloria Serra. El programa va néixer amb l'objectiu de rentar la imatge de la cadena i allunyar-la del cor agressiu del seu antecessor Sábado Dolce Vita (anteriorment anomenat Salsa rosa).
La noria va acumular des dels seus inicis una mitjana històrica d'un 17,4% de share i gairebé 1,9 milions (1.882.000) d'espectadors, sent líder absolut de la seva franja d'emissió en la nit dels dissabtes prop dels 4 punts i més de 400.000 espectadors d'avantatge sobre l'oferta d'Antena 3 (13,8%).
El 24 d'abril de 2010, Gloria Serra, la copresentadora i narradora del programa des de la seva estrena, va abandonar la cadena Telecinco per a conduir el programa fallit 3D a Antena 3. Sandra Barneda va passar a ocupar el seu lloc de copresentadora i narradora des de l'1 de maig del mateix any.
L'entrevista a la mare d'El Cuco, un dels acusats pel crim de Marta del Castillo, en l'emissió del 29 d'octubre de 2011, va provocar una gran fugida d'anunciants que va fer un important trencat en els comptes de Mediaset España, per la qual cosa Telecinco va arribar a remenar la cancel·lació del format després de més de quatre anys d'emissió.
No obstant això, per a evitar la seva cancel·lació, Mediaset va crear un programa nou de format molt semblant a La noria però més seriós, anomenat El gran debate amb la intenció de retardar l'emissió de La noria fins a la franja del late night, per la qual cosa, des del 14 de gener de 2012, es va emetre després d'aquest nou espai. Finalment el programa va ser retirat de la graella.

## Format
La noria era un programa que abordava l'actualitat social de la setmana amb entrevistes a personatges famosos i taules de debat polític i social acompanyades de reportatges de recerca.

## Seccions
El programa constava de tres grans seccions:
- Entrevista a dos personatges famosos que haguessin estat protagonistes de la setmana a Espanya o en el canal Telecinco. Podien ser persones relacionades amb la premsa del cor, però també polítics, esportistes, artistes, etc. Alguns dels convidats del programa van ser Jesús Vázquez, Jorge Javier Vázquez, Sonia Monroy, María Teresa Campos, Isabel Gemio, José María García, Kate i Gerry McCann, Mercedes Milá, Mario Conde, Luis Roldán, Ana Obregón, Bárbara Rey, Sara Montiel, Bertín Osborne, Lola Herrera, Albano, Pitita Ridruejo o Shaila Dúrcal entre molts altres, inclosos polítics de renom com José Blanco López.
- Actualidad: es basava en una taula de debat on un grup de col·laboradors habituals tractaven temes socials que havien estat motiu de polèmica.
- Debate de las dos Españas: un grup de periodistes relacionats amb el món de la política debatia sobre un assumpte polític o social que havia estat motiu d'enfrontament informatiu entre mitjans de comunicació ideològicament oposats.

## Antigues seccions
- Nostalgia. Espai que cada setmana recordava un any de la història recent d'Espanya des de 1960 fins a 1990 a partir d'imatges d'arxius i notícies de la premsa de l'època. Posteriorment, un grup de col·laboradors repassaven en una taula de debat els esdeveniments que van protagonitzar aquest any concret, des de les grans qüestions polític-socials a les anècdotes entranyables de la vida quotidiana: la música que marcava els balls de l'època, els esportistes que omplien d'orgull les llars espanyoles, els programes de televisió que tenien enganxada l'audiència, etc. Aquesta secció es va eliminar després de diverses emissions, per no encaixar amb la dinàmica i continguts del programa.

## Equip tècnic
- Producció: La Fábrica de la Tele

### Presentador
- (2007-2012) Jordi González

### Co-presentadores
- (2007-2010) Gloria Serra
- (2010-2012) Sandra Barneda

### Col·laboradors Premsa Rosa
- (2007-2012) Kiko Matamoros
- (2007-2012) Lydia Lozano
- (2007-2012) Belén Rodríguez
- (2007-2012) Terelu Campos
- (2007-2012) Jimmy Giménez-Arnau
- (2007-2012) Karmele Marchante
- (2007-2012) Kiko Hernández
- (2007-2012) Luis Rollán
- (2007-2012) Marisa Martín Blázquez
- (2007-2012) Marta López
- (2007-2012) Miguel Ángel Nicolás
- (2007-2012) Paloma Barrientos
- (2007-2012) Pepe Calabuig
- (2007-2012) Raquel Bollo
- (2007-2012) Cristina Tàrrega
- (2007-2011) Mila Ximénez
- (2007-2011) Rosa Benito
- (2008-2009) Jorge Javier Vázquez
- (2008-2010) José Manuel Parada
- (2008-2011) Carlos Navarro El Yoyas
- (2009-2011) Belén Esteban
- (2009-2011) Pilar Eyre
- (2009-2012) Beatriz Cortázar
- (2009-2012) Paloma García-Pelayo
- (2010-2012) Tamara Gorro
- (2011-2012) Makoke
- (2011-2012) Chelo García-Cortés
- (2011-2012) María Patiño
- (2011) Jesús Mariñas
- (2011) Erica Alonso

### Mesa de Debat
- Alfonso Rojo
- Enric Sopena
- Isabel Durán
- Jorge Verstrynge
- María Antonia Iglesias
- Miguel Ángel Rodríguez Bajón
- Pilar Rahola
- Melchor Miralles
- Carmelo Encinas
- Emilia Zaballos
- Cuca García de Vinuesa
- César Sinde

### Actualitat
- Bibiana Fernández
- Carla Antonelli
- Irma Soriano
- Nieves Herrero
- Jaime Peñafiel
- Jimmy Giménez-Arnau
- Paloma Gómez Borrero
- Paloma Zorrilla
- Rosa Llopis
- Terelu Campos
- Pilar Eyre

## Especials
Al marge de l'emissió setmanal dels dissabtes, Telecinco també va emetre onze programes especials:
- Especial Julián Muñoz: el tercer grado, emès el divendres 28 de novembre de 2008 en horari de prime time. (2.672.000; 20,7%)
- Especial Jaque al Real Madrid, emès el dimecres 21 de gener de 2009 en horari de late night. (1.089.000; 15,6%)
- Especial Crisis económica, emès el divendres 30 de gener de 2009 en horari de late night. (945.000; 11,6%)
- Especial jóvenes parricidas, emès el divendres 13 de febrer de 2009 en horari de prime time. (1.426.000; 13,5%)
- Especial Paquirri, emès el dimecres 23 de setembre de 2009 en horari de prime time. (2.901.000; 20,2%)
- Especial El informe Pantoja, emès el dimecres 11 de novembre de 2009 en horari de prime time. (3.155.000; 15,8%)
- Especial Isabel Pantoja: emès el dimarts 6 d'abril de 2010 en horari de prime time. (2.347.000; 21,3%)
- Especial Isabel Pantoja, emès el dissabte 10 d'abril de 2010 en horari de tarda. (1.281.000; 12,8%)
- Especial El club de las princesas por sorpresa, emès el dimarts 26 d'abril de 2011 en horari de prime time. (1.162.000; 9,4%)
- Especial Ylenia, ¿caso cerrado?, emès el dimecres 29 de juny de 2011 en horari de prime time. (2.145.000; 19,2%)

## Polèmiques
- El 3 d'octubre de 2007 el doctor Gutiérrez Caracuel, de l'Hospital Virgen del Rocío (Sevilla), va presentar una demanda contra el programa per difondre unes imatges seves gravades amb càmera oculta en un debat dedicat a la defunció del futbolista Antonio Puerta.[9]
- En març de 2008 Gestevisión Telecinco va ser condemnada pels tribunals per la manipulació d'una entrevista emesa a La noria a la presidenta de l'Asociación El Defensor del Paciente, Carmen Flores.[10]

- En setembre de 2008, una discussió entre els contertulians María Antonia Iglesias i Miguel Ángel Rodríguez va acabar amb greus insults i desqualificacions personals.[11]

### Entrevista a Rosalía García, la mare d' 'El Cuco'
Aquesta polèmica és una de les més parlades. Tot va començar el 29 d'octubre de 2011 quan el programa va entrevistar a Rosalía García, la mare de Francisco Javier García Marín (àlies El Cuco), presumpte assassí de la jove Marta del Castillo. Pel que sembla La noria va pagar a la mare d'El Cuco una quantitat aproximada de 10.000 euros. El fet que el programa abonés una quantitat pròxima als 10.000 euros a aquesta persona per l'entrevista va portar a Pablo Herreros, un periodista i bloguer, a demanar des del seu blog la retirada dels anunciants del programa, el que va desencadenar una reacció sense precedents en cadena amb rotundes protestes del públic des de les xarxes socials i la consegüent retirada de tots els anunciants en estar disconformes. Es traxta de marques tan destacades com Nestlé, Campofrío, Puleva, Bayer, Banc de Sabadell, La Razón, Bimbo, Vodafone, Mercedes Benz, Audi, Ausonia, L'Oréal o El Corte Inglés.
La situació va arribar a un punt tal que el 19 de novembre de 2011, La noria es va emetre íntegrament sense publicitat, excepte les habituals autopromocions de la cadena. A causa de la reducció en ingressos de la cadena, aquesta va decidir suprimir dos programes del 'late night' sense cap relació amb la polèmica original com Enemigos íntimos i Resistiré, ¿vale?, dins del que alguns mitjans van denominar marea blanca i uns altres van denominar noriazo qualificant-ho com una operació de rentada d'imatge. Més tard, es va publicar en els mitjans que la cadena estava regalant la publicitat a La noria buscant recuperar als anunciants. En la següent emissió la publicitat va tornar al programa, principalment basada en autopromos i anunciants menors. De les marques que es van emetre en aquest bloc, Vitaldent, Securitas Direct i Microsoft van anunciar que no tornarien a anunciar-se en aquest espai i Securitas va atribuir l'emissió dels seus espots a una mala planificació de mitjans. Una setmana més tard, el programa va tornar a emetre's amb anunciants menors, encara que destacaven dues marques conegudes s'anunciaven per primera vegada en el programa des de l'origen de la polèmica: Burger King i Conservas Isabel, però totes dues companyies foren objecte de múltiples crítiques a través de les xarxes socials. D'aquestes marques, Isabel va demanar disculpes i va comunicar públicament que no tornaria a anunciar-se a La Noria.
Finalment, per tal de recuperar anunciants a les hores de màxima audiència, Telecinco va relegar La noria a horari de matinada (de 00:00h a 02:30h), va crear El gran debate, programa que s'emetia des de les 22:00h fins a les 00:00h els dissabtes des del 14 de gener de 2012, amb contingut polítics i els mateixos col·laboradors que feien la secció de política de La Noria. El 7 d'abril de 2012, Telecinco va anunciar que cancel·lava La Noria, i el programa va acabar el 14 d'abril de 2012.
Un any després d'aquesta polèmica, i després d'una querella presentada per Telecinco, el 19 de novembre de 2012 es va saber que el bloguer Pablo Herreros havia estat cridat a declarar en condició d'imputat per un presumpte delicte d'amenaces i coaccions. Immediatament es van produir múltiples suports a Herreros per part dels internautes i va sorgir una nova iniciativa creada pel periodista Mario Tascón sol·licitant als anunciants que retiressin la publicitat de la cadena Telecinco fins que es retirés la querella contra Pablo. Aquesta iniciativa va rebre en 24 hores una quantitat d'adhesions major que la que en tres setmanes va aconseguir la campanya original.
La petició de Tascón va ser signada per més de 170.000 persones, que a més van pressionar a les marques anunciants de la cadena amb trucades telefòniques i missatges en xarxes socials, la qual cosa va portar finalment a les marques a demanar a Telecinco que recapacités. Després de reunir-se amb Pablo Herreros, el 27 de novembre de 2012 Telecinco va retirar la querella interposada contra el periodista.

## Audiència mitjana de totes les edicions
Durant les seves més de quatre anys d'emissió (el programa va començar el 25 d'agost de 2007), La sínia ha estat l'oferta líder de la seva franja en la nit dels dissabtes.
| Edició                    | Data        | Cadena    | Espectadors | Share |
| ------------------------- | ----------- | --------- | ----------- | ----- |
| La noria: Primera edició  | 2007 - 2008 | Telecinco | 2.151.000   | 20,4% |
| La noria: Segona edició   | 2008 - 2009 | Telecinco | 2.204.000   | 19,3% |
| La noria: Tercera edició  | 2009 - 2010 | Telecinco | 1.991.000   | 16,8% |
| La noria: Quarta edició   | 2010 - 2011 | Telecinco | 1.743.000   | 14,5% |
| La noria: Cinquena edició | 2011 - 2012 | Telecinco | 1.645.000   | 15,2% |

## Premis i nominacions
TP d'Or
| Any  | Categoria                                  | Resultat |
| ---- | ------------------------------------------ | -------- |
| 2007 | Millor programa d'Actualitat i reportatges | Nominat  |

Micrófono de Oro
| Any  | Categoria                           | Resultat  |
| ---- | ----------------------------------- | --------- |
| 2008 | Millor presentador (Jordi González) | Guanyador |